# Wellington Carvalho
Wellington Carvalho dos Santos, mais conhecido como Wellington Carvalho (Duque de Caxias, 15 de fevereiro de 1993), é um futebolista brasileiro que atua como zagueiro. Atualmente, joga pelo Aparecidense.

## Carreira

### Fluminense
Nascido em Duque de Caxias, Rio de Janeiro, Wellington Carvalho começou sua carreira no Fluminense, sendo relacionado pela primeira vez na equipe profissional em 2012. Sua estreia aconteceu em 20 de maio, entrando como substituto em uma vitória fora de casa por 1 a 0 sobre o Corinthians, pela Série A de 2012.
No total, Wellington Carvalho fez 2 partidas e marcou nenhum gol pelo Fluminense.

### Ceará
Em 8 de setembro de 2014, sem ser utilizado no Fluminense, foi anunciado que Wellington Carvalho seria emprestado ao Ceará até o fim do ano. Sua estreia aconteceu em 16 de setembro, entrando como titular em um empate fora de casa com o Paraná por 0 a 0, pela Série B de 2014. Em 10 de janeiro de 2015, Wellington Carvalho renovou seu contrato com o Ceará até o final de 2015.
Pelo Ceará, esteve presente em 18 jogos e marcou nenhum gol.

### Tombense
Para a temporada de 2016, Wellington Carvalho foi emprestado ao Tombense por um contrato até o final do ano. Sua estreia aconteceu em 6 de março, entrando como titular em uma derrota por 4 a 1 para o Atlético Mineiro, pelo Campeonato Mineiro de 2016. Seu primeiro gol como profissional aconteceu em 12 de março, marcando o segundo de uma vitória em casa por 2 a 1 sobre o Guarani de Divinópolis.
Após um desempenho em 2016 marcado por lesão e pouco espaço entre os titulares, Wellington Carvalho foi contratado em definitivo para a temporada seguinte. Pelo Tombense, participou de 63 partidas e marcou 4 gols.

### CRB
Em 14 de agosto de 2018, Wellington Carvalho foi anunciado pelo CRB, por um contrato de empréstimo. Sua estreia pelo clube alagoano aconteceu em 7 de setembro, entrando como titular em um empate por 1 a 1 em casa com o Guarani, pela Série B de 2018. Fez seu primeiro gol pelo clube em 21 de fevereiro de 2019, em um empate por 1 a 1 fora de casa com o Goiás, pela Copa do Brasil de 2019.
Pelo CRB, participou de 47 jogos e marcou um gol.

### Ponte Preta
Em 19 de dezembro de 2019, Wellington Carvalho foi emprestado à Ponte Preta até o final da temporada. Estreou pelo clube do interior paulista em 8 de fevereiro de 2020, entrando como titular em uma derrota por 1 a 0 para o Palmeiras, pelo Campeonato Paulista de 2020. Renovou seu contrato com o clube em 26 de outubro, prorrogando até o final da Série B de 2020.
Pela Ponte Preta, participou de 41 partidas e marcou nenhum gol.

### Coritiba
Em 23 de fevereiro de 2021, Wellington Carvalho foi contratado pelo Coritiba.

## Títulos
Fluminense
- Taça Guanabara: 2012
- Troféu Luiz Penido: 2012
- Campeonato Carioca: 2012
- Campeonato Brasileiro: 2012

Ceará
- Copa do Nordeste: 2015

CSA
- Copa Alagoas: 2024